# Стрельчук Олександр Анатолійович
Олекса́ндр Анато́лійович Стрельчу́к — солдат Збройних сил України. Учасник російсько-української війни

## Короткий життєпис
1995 року закінчив білоцерківську ЗОШ № 6, ПТУ № 3, кухар. Працював на підприємстві «Бігдент», пакувальник.
Мобілізований в травні 2014-го, стрілець-радіотелефоніст, 11-й окремий мотопіхотний батальйон.
11 травня 2015-го загинув під час виконання бойового завдання біля селища Опитного під Донецьком.
Без Олександра залишилися батьки, сестра. Похований в Білій Церкві 14 травня 2015-го.

### Нагороди та вшанування
За особисту мужність і героїзм, виявлені у захисті державного суверенітету та територіальної цілісності України, вірність військовій присязі під час російсько-української війни, відзначений — нагороджений
- 13 серпня 2015 року — орденом «За мужність» III ступеня (посмертно).
- 17 жовтня 2015-го в приміщенні школи, яку закінчив Олександр, відкрито пам'ятну дошку його честі.